# Михајловск (Свердловска област)
Михајловск (рус. Михайловск) град је у Русији у Свердловској области. Према попису становништва из 2010. у граду је живело 9397 становника.

## Становништво
| 1939. | 1959.  | 1970.  | 1979.  | 1989.  | 2002.  | 2010. |
| ----- | ------ | ------ | ------ | ------ | ------ | ----- |
| 5.800 | 10.608 | 12.729 | 12.955 | 12.943 | 10.538 | 9.397 |